# إدنا ماي
إدنا ماي (بالإنجليزية: Edna May) هي مغنية وممثلة أمريكية، ولدت في 2 سبتمبر 1878 في سيراكيوز في الولايات المتحدة، وتوفيت في 1948 في لوزان في سويسرا.

## وصلات خارجية
- إدنا ماي على موقع IMDb (الإنجليزية)
- إدنا ماي على موقع قاعدة بيانات برودواي على الإنترنت (الإنجليزية)
- إدنا ماي على موقع قاعدة بيانات برودواي على الإنترنت (الإنجليزية)
- إدنا ماي على موقع قاعدة بيانات برودواي على الإنترنت (الإنجليزية)
- إدنا ماي على موقع ديسكوغز (الإنجليزية)
- إدنا ماي على موقع قاعدة بيانات الفيلم (الإنجليزية)